# バージェス・メレディス
バージェス・メレディス（Burgess Meredith, 本名: Oliver Burgess Meredith, 1907年11月16日 - 1997年9月9日）は、アメリカ合衆国の俳優、映画監督である。多才な人物で2度アカデミー賞にノミネートされた。代表作は映画『ロッキー』シリーズ（トレーナー、ミッキー・ゴールドミル）と、テレビドラマシリーズ『バットマン』（ペンギン）。
最近のファンは、メレディスを映画『ラブリー・オールドメン』と『ラブリー・オールドメン/釣り大将LOVE LOVE日記』に出てくる"Grandpa Gustavson"（ジャック・レモンの祖父役）として回想している。

## 経歴・生涯
メレディスはオハイオ州クリーブランドで、カナダ人の血を引く父ウィリアム・ジョージ・メレディスと、母アイダ・ベス（旧姓バージェス）の間に生まれた。Hoosac Schoolを卒業後、1931年卒業予定クラスの一員としてアマースト大学に入学したが、1929年にはエヴァ・ル・ガリエンヌがニューヨークに設立したレパートリー・シアターCivic Repertory Theatreの一員となった。
ジョン・スタインベック原作、1939年公開の映画『廿日鼠と人間』におけるジョージや、1945年公開の『G・I・ジョウ』におけるアーニー・パイル通信兵などといった役で人気を博した。後者を原作としたコミック・ストリップは後にアクションフィギュアを生み出すほどの人気を出し、1987年にはこのアクションフィギュアを元にしたアニメ映画『G.I.ジョー』が公開され、メレディスは悪役ゴロブュラスの声を当てた。また、『セカンド・コーラス』（1940年）で共演したポーレット・ゴダードと1944年に結婚、『小間使の日記』（1946年）、『我が道は楽し』（1948年）でも共演した。その一方で、第二次世界大戦の間はアメリカ空軍に従軍し、大尉まで昇進した。戦後、下院非米活動委員会による共産主義者狩りの影響がハリウッドの映画業界にまで及び、1950年代の間メレディスの名がハリウッド・ブラックリストに載ってしまった。
それから約10年後、メレディスはテレビドラマシリーズ『怪鳥人間バットマン』のペンギンの役で知られるようになった。彼のキャラクターは人気が出たため、メレディスが可能な時にはペンギンが登場するようにされた。また、ペンギンの総登場回数は他の悪役より多く、バットマンが初めて実写映画になったときもペンギンを演じた。また、オットー・プレミンジャーは自身の監督作品である『野望の系列』（1962年）、『枢機卿』（1963年）、『危険な道』（1965年）、『夕陽よ急げ』（1967年）、『Skidoo』（1968年）、『男と女のあいだ』（1971年）にメレディスを出演させるほど彼を気に入っていた。なお、プレミンジャー自身もバットマン・シリーズで悪役「ミスター・フリーズ」（日本語訳名「冷凍人間」）を演じた何人かの俳優の一人でもあった。
メレディスはレイ・ハリーハウゼンの最後のストップ・モーション映画である『タイタンの戦い』（1981年）に脇役で出演した。
また、『ロッキー』シリーズでは主人公ロッキー（シルヴェスター・スタローン）のトレーナー、ミッキー・ゴールドミルを演じた。メレディスは物語の展開上『ロッキー3』で降板するものの、『ロッキー5』（1990年）では、回想という形で短い出番ながらも再登場した。リー・メジャースと競演した1981年の映画『ラスト・カーチェイス』では朝鮮戦争時代の古参兵キャプテン・J・G・ウィリアムズを演じた。『トワイライト・ゾーン』とは長いこと親しみがあったため、この作品を基にした映画ではナレーターを担当した。この他には『ファール・プレイ』でゴールディ・ホーンの家主役を演じた。
『イナゴの日』（1975年）と『ロッキー』（1976年）で、アカデミー助演男優賞に2度ノミネートされた。
晩年は『ラブリー・オールドメン』（1993年）とその続編『ラブリー・オールドメン/釣り大将LOVE LOVE日記』（1995年）で、ジャック・レモンが演じたキャラクターの祖父役を務めた。
1956年（昭和31年）7月に映画『東京特ダネ部隊』の日本ロケと1962年（昭和37年）1月に来日している。

### 監督業
メレディスはアーヴィング・アレン制作チャールズ・ロートン主演の映画『エッフェル塔の男』（1949年）を監督、メレディス自身も脇役として出演した。

### 自伝出版
1994年、『So Far, So Good』というタイトルの自伝を出版した。この本の中で、メレディスは双極性障害（いわゆる躁鬱病）の一種である気分循環症のせいで激しい気分の変調に苦しめられてきたことを告白した。

### 死去
1997年9月9日、アルツハイマー病とメラノーマで亡くなった。89歳。映画産業における功績が認められ、ハリウッド・ウォーク・オブ・フェーム6904に星が刻まれた。

## 主な出演作品

### 映画
| 公開年 | 邦題 原題                                                                                      | 役名                                    | 備考                       |
| ------ | ---------------------------------------------------------------------------------------------- | --------------------------------------- | -------------------------- |
| 1936   | 目撃者 Winterset                                                                               | ミオ                                    |                            |
| 1939   | 愚者の喜び Idiot's Delight                                                                     | Quillery                                |                            |
| 1939   | 廿日鼠と人間 Of Mice and Men                                                                   | ジョージ                                |                            |
| 1940   | セカンド・コーラス Second Chorus                                                               | ハンク・テイラー                        |                            |
| 1941   | 愛の鐘はキッスで鳴った Tom, Dick and Harry                                                     | ハリー                                  |                            |
| 1941   | 淑女超特急 That Uncertain Feeling                                                              | アレクサンダー・セバスチャン            |                            |
| 1942   | Street of Chance                                                                               | フランク・トンプソン/ダニー・ニアリング |                            |
| 1945   | G・I・ジョウ The Story of G.I. Joe                                                             | アーニー・パイル通信兵                  |                            |
| 1945   | 激戦地 A Walk in the Sun                                                                       |                                         | ナレーター、クレジットなし |
| 1946   | アメリカの恋人 Magnificent Doll                                                                | ジェームズ・マディソン                  |                            |
| 1946   | 小間使の日記 The Diary of a Chambermaid                                                        | モージェ大尉                            |                            |
| 1948   | 我が道は楽し On Our Merry Way                                                                  | オリヴァー・M・ピーズ                   |                            |
| 1949   | エッフェル塔の男 The Man on the Eiffel Tower                                                   | ジョセフ・ホールティン                  | 兼監督                     |
| 1957   | 東京特ダネ部隊 Joe Butterfly                                                                   | ジョー・バタフライ                      |                            |
| 1962   | 野望の系列 Advise and Consent                                                                  | ハーバート・ゲルマン                    |                            |
| 1963   | 枢機卿 The Cardinal                                                                            | ネッド・ハーリー神父                    |                            |
| 1965   | テキサスの五人の仲間 A Big Hand for the Little Lady                                            | ドク・スカリー                          |                            |
| 1965   | 危険な道 In Harm's Way                                                                         | イーガン・パウエル司令官                |                            |
| 1966   | 母の旅路 Madame X                                                                              | ダン・サリヴァン                        |                            |
| 1966   | バットマン Batman                                                                              | ペンギン                                |                            |
| 1967   | 残酷の沼 Torture Garden                                                                        | ディアブロ博士                          |                            |
| 1967   | 夕日よ急げ Hurry Sundown                                                                       | パーセル判事                            |                            |
| 1968   | ステイ・アウェイ・ジョー Stay Away, Joe                                                        | チャーリー・ライトクラウド              |                            |
| 1969   | 華麗なる週末 The Reivers                                                                       | ルシャス/ナレーター                     | 声の出演                   |
| 1969   | マッケンナの黄金 Mackenna's Gold                                                               | 雑貨店主                                |                            |
| 1969   | 殺人美学 Hard Contract                                                                         | ラムジー・ウィリアムズ                  |                            |
| 1970   | 大脱獄 There Was a Crooked Man...                                                              | ミズーリ・キッド                        |                            |
| 1971   | 皆殺しL.A.コネクション Clay Pigeon                                                             | フリーダム・ラヴレス                    |                            |
| 1971   | 男と女のあいだ Such Good Friends                                                               | カルマン                                |                            |
| 1972   | ザ・マン/大統領の椅子 The Man                                                                  | ワトソン上院議員                        |                            |
| 1974   | 黄金の針 Golden Needles                                                                        | ウィンタース                            |                            |
| 1975   | イナゴの日 The Day of the Locust                                                               | ハリー・グリーナー                      |                            |
| 1975   | ヒンデンブルグ T he Hindenburg                                                                 | エミリオ・パジェッタ                    |                            |
| 1976   | ロッキー Rocky                                                                                 | ミッキー・ゴールドミル                  |                            |
| 1976   | 家 Burnt Offerings                                                                             | アーノルド・アラダイス                  |                            |
| 1977   | センチネル The Sentinel                                                                        | チャールズ・チェイゾン                  |                            |
| 1977   | 黄金のランデブー Golden Rendezvous                                                             | ヴァン・ヒューデン                      |                            |
| 1978   | ファール・プレイ Foul Play                                                                     | ヘネシー氏                              |                            |
| 1978   | マジック Magic                                                                                 | ベン・グリーン                          |                            |
| 1978   | マニトウ The Manitou                                                                           | スノウ博士                              |                            |
| 1979   | ロッキー2 Rocky II                                                                             | ミッキー・ゴールドミル                  |                            |
| 1980   | 世界崩壊の序曲 When Time Ran Out                                                               | レネ・ヴァルデス                        |                            |
| 1981   | ラスト・カーチェイス The Last Chase                                                            | J・G・ウィリアムズ大尉                  |                            |
| 1981   | タイタンの戦い Clash of the Titans                                                             | アンモン                                |                            |
| 1981   | 告白 True Confessions                                                                          | シェイマス・ファーゴ                    |                            |
| 1982   | ロッキー3 Rocky III                                                                            | ミッキー・ゴールドミル                  |                            |
| 1983   | トワイライトゾーン/超次元の体験 Twilight Zone: The Movie                                       |                                         | ナレーター、クレジットなし |
| 1984   | 青い誘惑 Wet Gold                                                                              | サンプソン                              | テレビ映画                 |
| 1985   | サンタクロース Santa Claus: The Movie                                                          | 老妖精                                  |                            |
| 1987   | ゴダールのリア王 King Lear                                                                     | ドン・リアロ                            | クレジットなし             |
| 1987   | G.I.ジョー/ザ・ムービー G.I. Joe: The Movie                                                    | ゴロブュラス                            | 声の出演                   |
| 1988   | ブルーウォーターで乾杯 Full Moon in Blue Water                                                 | 将軍                                    |                            |
| 1990   | ステート・オブ・グレース State of Grace                                                        | フィン                                  |                            |
| 1990   | ロッキー5/最後のドラマ Rocky V                                                                 | ミッキー・ゴールドミル                  | 回想                       |
| 1993   | ラブリー・オールドメン Grumpy Old Men                                                          | グスタフソンの祖父                      |                            |
| 1994   | 僕たちのサマーキャンプ/親の居ぬ間に… Camp Nowhere                                              | フェイン                                |                            |
| 1995   | ラブリー・オールドメン/釣り大将LOVE LOVE日記 Grumpier Old Men                                  | グスタフソンの祖父                      |                            |
| 1995   | トール・テイル/パラダイス・ヴァレーの奇跡 Tall Tale: The Unbelievable Adventures of Pecos Bill | 老人                                    | クレジットなし             |

### テレビドラマ
| 公開年    | 邦題 原題                                                             | 役名                     | 備考                  |
| --------- | --------------------------------------------------------------------- | ------------------------ | --------------------- |
| 1952-1955 | オムニバス Omnibus                                                    |                          | 異なる役で5エピソード |
| 1959-1963 | ミステリー・ゾーン The Twilight Zone                                  |                          | 異なる役で4エピソード |
| 1961-1964 | ローハイド Rawhide                                                    |                          | 異なる役で4エピソード |
| 1963      | サンセット77 77 Sunset Strip                                          | ヴィンセント・マリオン   | 5エピソード           |
| 1963-1964 | バークにまかせろ Burke's Law                                          |                          | 異なる役で3エピソード |
| 1965      | ミスター・ノバック Mr. Novak                                          | マーティン・ウッドリッジ | 15エピソード          |
| 1966-1968 | 怪鳥人間バットマン Batman                                             | ペンギン                 | 21エピソード          |
| 1968&1971 | ヴァージニアン The Virginian                                          |                          | ミニシリーズ          |
| 1968-1972 | 鬼警部アイアンサイド Ironside                                         |                          | 異なる役で2エピソード |
| 1970-1971 | 恋愛専科/アメリカ式愛のテクニック Love, American Style                | ハリソン・メリウェザー   | 2エピソード           |
| 1970-1972 | 四次元への招待 Night Gallery                                          |                          | 異なる役で2エピソード |
| 1971      | ディズニーランド Disneyland                                           | ヘンリー・ミード         | 2エピソード           |
| 1972-1973 | プローブ捜査指令 Search                                               | B・C・キャメロン         | 23エピソード          |
| 1976      | アトランチスの謎 The Return of Captain Nemo                           | ウォルド・カニンガム教授 | ミニシリーズ          |
| 1983      | フェアリーテール・シアター/おやゆび姫 Faerie Tale Theatre: Thumbelina | モーティマー・モール     |                       |